# Pablo Barrera
Pablo Édson Barrera Acosta (Tlalnepantla, 21 de junio de 1989) es un futbolista mexicano, juega como volante o extremo por banda derecha y su equipo actual es el Querétaro Fútbol Club de la Liga MX.

## Trayectoria
Inicios y Club Universidad Nacional
Formó parte de las categorías inferiores del Club Universidad Nacional desde los doce años. Debe su formación futbolística a Osvaldo Castro, quién le mostró el camino desde niño cuando jugó en el Colo-Colo, escuela de fútbol de la zona en que vivía. Tuvo la oportunidad de debutar en la primera división en la recta final del Apertura 2005 de la mano de Miguel España como entrenador, cuando debutó el 19 de noviembre de 2005 contra los Tigres, partido que ganaron los Tigres por 3-1. Su primer gol lo anotó frente a Monarcas en el Apertura 2007.
Después de algunos meses de continuidad con Ricardo Ferretti al frente del equipo felino, Barrera se convierte en titular indiscutible, además en ése mismo año 2007 fue Subcampeón en el torneo Apertura al perder contra el Atlante FC, pero con Pablo teniendo un gran desempeño. Esto le hace valer un llamado a selección absoluta con Hugo Sánchez como Director Técnico en el 2007. En un partido de pretemporada para el Apertura 2008, enfrentando al Atlante en Cancún, Barrera sufre una terrible lesión en la rodilla derecha. Fue una rotura total del ligamento cruzado anterior con necesidad de intervención quirúrgica y su recuperación duró 6 meses. Para el Clausura 2009, Barrera ya era de los indiscutibles en la alineación universitaria, llevando a su equipo a la final contra el C.F. Pachuca, anotando en el partido de vuelta en Pachuca el gol que le dio el sexto título a los Pumas.
En algunas ocasiones cuando metía gol, celebraba haciendo el "You Can't See Me" que realiza John Cena.
Vida Personal
Pablo Barrera es un padre de familia de 2 niños y 2 niñas, y del niño mayor lo nego durante su vida que hasta el 2017 lo aceptó, pablo barrera viene de una desendencia calentana de Guerrero un estado de México, ahí es donde es proveniente su madre Esther Beltran quien se crio en Placeres del oro, un pueblo sercano de CD.Altamirano. 
West Ham United
El 9 de julio de 2010, después de haber jugado la Copa Mundial de Sudáfrica 2010 y haber demostrado un gran nivel en el partido contra Francia, fue fichado por el West Ham United de la Premier League inglesa por 3.5 millones de libras por dos años, con opción a ampliar el contrato por un año más. Tuvo una mínima participación en la temporada 2010-11 en la liga y poco pudo hacer para no descender junto con su club a la Football League Championship en total jugó 23 juegos con el equipo contando partidos de liga y de copa.
Real Zaragoza

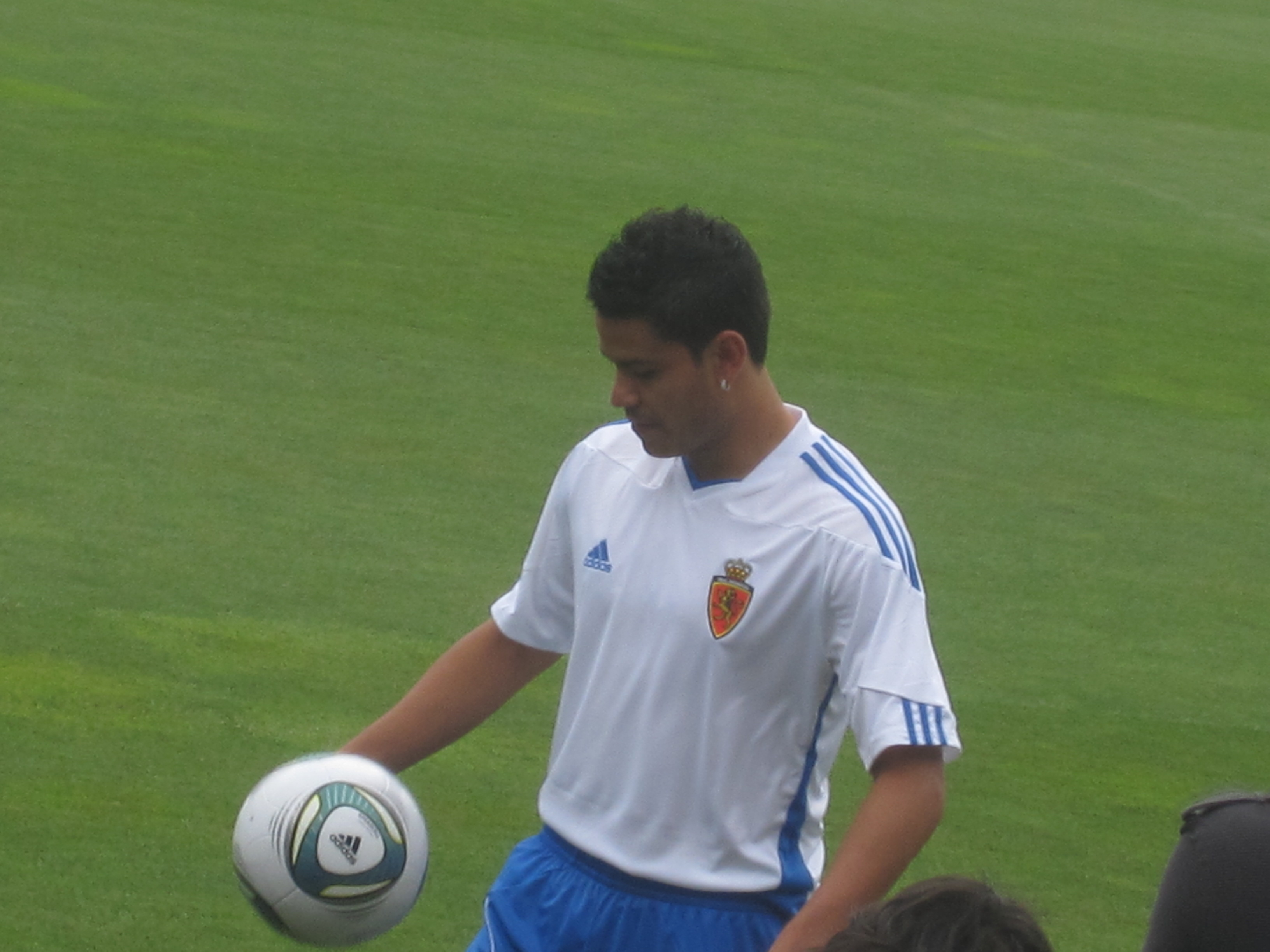
Barrera controlando un balón en el día de presentación como jugador del Zaragoza.

El 25 de agosto de 2011 se da a conocer que el West Ham prestó a Barrera al Real Zaragoza para la campaña 2011-2012. En total jugó 20 juegos con la camiseta del equipo, llegó con su compatriota y compañero en Pumas y en la Selección: Efraín Juárez; ambos solicitados por Javier Aguirre, lamentablemente el equipo español descendió a Segunda División y Barrera tuvo que regresar al club inglés dueño de su carta.
Cruz Azul
En junio de 2012 se rumoreó que el Cruz Azul intentó negociar con Pablo Barrera y firmó por un contrato de 2 años con opción de uno más, y solo esperaba el permiso del West Ham. Barrera afirmó que era verdad, pero que todavía pertenecía al West Ham. Sin embargo, ni este equipo ni el Azul habían confirmado el regreso del seleccionado mexicano al máximo circuito del fútbol mexicano. El 25 de junio de 2012 el West Ham United anunció en su Twitter que Barrera jugaría con el Cruz Azul. El martes 3 de julio de 2012 es presentado oficialmente como jugador del Cruz Azul, firmando un contrato de 3 años con la Máquina.
Club de Fútbol Monterrey
Se contrató con el Monterrey para el Clausura 2015, debutando el domingo 11 de enero de 2015 ante los Leones Negros de la U. de G. perdiendo por marcador de 1-0. Anotó su primer gol con el Monterrey contra el Querétaro.
Club Universidad Nacional (Segunda Etapa)
El 7 de junio se oficializa en el Draft de jugadores el regreso de "Pablito" a los Pumas. El 21 de junio marca un gol frente a la Universidad Autónoma de Guerrero en un partido amistoso que finalizó 3-0 a favor de los auriazules.
Atlético San Luis
Pablo Barrera se convirtió en refuerzo del Atlético de San Luis para el torneo Apertura 2020, así lo hizo oficial el equipo potosino en sus redes sociales. El mediocampista mexicano llegó procedente de los Pumas, que justo un día antes habían anunciado su salida del conjunto felino. Barrera se reencontrará en San Luis con Guillermo Vázquez Jr., entrenador que lo tuvo en el Cruz Azul.

## Estadísticas
| Club                    | País          | Año             | Part. | Goles | Asist. |
| ----------------------- | ------------- | --------------- | ----- | ----- | ------ |
| C. Universidad Nacional | México        | 2005-2010       | 90    | 23    | 19     |
| West Ham United F. C.   | Inglaterra    | 2010-2011       | 23    | 0     | 2      |
| Real Zaragoza           | España        | 2011-2012       | 20    | 1     | 0      |
| C. F. Cruz Azul         | México        | 2012-2014       | 63    | 4     | 8      |
| C. F. Monterrey         | México        | 2015-2016       | 55    | 4     | 4      |
| C. Universidad Nacional | México        | 2016-2020       | 126   | 13    | 22     |
| Atlético San Luis       | México        | 2020-2021       | 29    | 1     | 5      |
| Querétaro F. C.         | México        | 2021-Actualidad | 141   | 18    | 21     |
| Total Carrera           | Total Carrera | Total Carrera   | 547   | 63    | 82     |

## Selección nacional

### Sub-20
Ha sido internacional con la Selección de fútbol de México en la categoría Sub-20, con la que disputó un Mundial de la categoría celebrado en Canadá y en el que anotó dos goles contra Portugal y el Congo.

### Selección mayor
| Club               | País   | PJ | Periodo         |
| ------------------ | ------ | -- | --------------- |
| Selección Mexicana | México | 57 | 2007 - Presente |

Debutó con la selección absoluta el 17 de octubre de 2007 en un partido contra Guatemala en los Estados Unidos. Su primer gol con la selección fue el 5 de julio de 2009 contra Nicaragua en un partido de la Copa de Oro de la CONCACAF 2009, donde anotó el segundo gol en la victoria de México por 2-0. Su segundo gol lo haría 14 días después en ese mismo torneo frente a Haití, donde anotó el cuarto gol en la victoria por 4-0.
Después de coronarse campeón de la Copa de Oro 2009, Pablo Barrera formó parte del plantel que disputó los restantes encuentros del Hexagonal Eliminatorio de Concacaf desde el partido contra Costa Rica, ayudando a conseguir la clasificación para Sudáfrica 2010.
En el primer partido de preparación de la Selección Mexicana para Sudáfrica 2010 contra Bolivia, Pablo anotó un gol y luego saldría en el segundo tiempo. El partido terminó 5-0 a favor de la selección de México.

### Participaciones en selección nacional
| Copa                        | Categoría | Sede           | Resultado        |
| --------------------------- | --------- | -------------- | ---------------- |
| Copa Mundial Sub-20 de 2007 | Sub-20    | Canadá         | Cuartos de final |
| Copa de Oro 2009            | Absoluta  | Estados Unidos | Campeón          |
| Copa Mundial 2010           | Absoluta  | Sudáfrica      | Octavos de final |
| Copa de Oro 2011            | Absoluta  | Estados Unidos | Campeón          |
| Copa Confederaciones 2013   | Absoluta  | Brasil         | Primera Fase     |

Partidos Mundial
| Partidos            | Partidos  | Partidos      | Partidos               | Partidos             |
| Fecha               | Rival     | Sede          | Estadio                | Resultado            |
| ------------------- | --------- | ------------- | ---------------------- | -------------------- |
| 17 de junio de 2010 | Francia   | Polokwane     | Estadio Peter Mokaba   | Francia 0 - 2 México |
| 22 de junio de 2010 | Uruguay   | Rustenburg    | Estadio Royal Bafokeng | México 0-1 Uruguay   |
| 27 de junio de 2010 | Argentina | Johannesburgo | Estadio Soccer City    | México 1-3 Argentina |

#### Goles internacionales
| Gol | Fecha                 | Sede                                                     | Oponente       | Marcador | Resultado | Competición                     |
| --- | --------------------- | -------------------------------------------------------- | -------------- | -------- | --------- | ------------------------------- |
| 1.  | 5 de julio de 2009    | Oakland-Alameda County Coliseum, Oakland, Estados Unidos | Nicaragua      | 2–0      | 2–0       | Copa de Oro de la Concacaf 2009 |
| 2.  | 19 de julio de 2009   | Cowboys Stadium, Dallas, Estados Unidos                  | Haití          | 4–0      | 4–0       | Copa de Oro de la Concacaf 2009 |
| 3.  | 24 de febrero de 2010 | Candlestick Park, San Francisco, Estados Unidos          | Bolivia        | 1–0      | 5-0       | Amistoso                        |
| 4.  | 12 de junio de 2011   | Soldier Field, Chicago, Estados Unidos                   | Costa Rica     | 4-0      | 4–1       | Copa Oro 2011                   |
| 5.  | 25 de junio de 2011   | Estadio Rose Bowl, Pasadena, Estados Unidos              | Estados Unidos | 1–2      | 4–2       | Copa Oro 2011                   |
| 6.  | 25 de junio de 2011   | Estadio Rose Bowl, Pasadena, Estados Unidos              | Estados Unidos | 3–2      | 4–2       | Copa Oro 2011                   |

## Palmarés

### Campeonatos nacionales
| Título          | Club             | País   | Año  |
| --------------- | ---------------- | ------ | ---- |
| Torneo Clausura | Pumas de la UNAM | México | 2009 |
| Copa Mx         | C.D. Cruz Azul   | México | 2013 |

### Campeonatos internacionales
| Título                     | Club               | País           | Año  |
| -------------------------- | ------------------ | -------------- | ---- |
| Copa de Oro de la Concacaf | Selección Mexicana | Estados Unidos | 2009 |
| Copa de Oro de la Concacaf | Selección Mexicana | Estados Unidos | 2011 |
| Concacaf Liga Campeones    | C.D. Cruz Azul     | México         | 2014 |